# Archivemount
archivemount是一个基于FUSE的文件系统，适用于包括Linux在内的各类Unix系统。它的功能是允许将归档文件（例如tar、tar.gz等）挂载到一个挂载点（位于可以读写的其他文件系统），使访问归档文件（可能已压缩）的内容对其他程序透明，无需手动解压。archivemount还支持某些归档格式的写入，因此能直接编辑其中的文件。